# La Tour au-delà des nuages
La Tour au-delà des nuages (雲のむこう、約束の場所, Kumo no mukō, yakusoku no basho, litt. « Au-delà des nuages, l'endroit promis ») est un film d'animation japonais de 91 minutes sorti le 20 novembre 2004, réalisé sur une idée propre par Makoto Shinkai aidé de Ushio Tazawa pour le character design, et produit par CoMix Wave Films.
Avant que l'auteur ne soit diffusé en France, cette œuvre était aussi connue sous les noms Beyond the Clouds, The Promised Place et The Place Promised in Our Early Days.

## Synopsis
Dans un Japon uchronique, une division de l'archipel s'est déroulée en 1945 : l'ile d'Hokkaido est occupée par l'Union, le reste par les États-Unis. La construction d'une tour démarre sur Hokkaido en 1974.
Dans les années 1990, les travaux de la tour aboutissent. En 1996, trois adolescents sont fascinés par la tour : Hiroki Fujisawa et Takuya Shirakawa, deux garçons qui construisent un avion, et Sayuri Sawatari, une fille qui joue du violon. Ils se promettent de se rendre à la tour avec l'avion.
Trois ans plus tard, Takuya travaille dans une université militaire de la NSA. Son équipe tente de créer un échange de matière avec un univers parallèle. Ils parviennent à des échanges de la taille d'un grain de sable. Du côté de l'Union, la tour est utilisée pour le même objectif, mais la zone échangée fait plusieurs kilomètres de diamètre.
Sayuri Sawatari est atteinte de catalepsie : elle dort en permanence depuis trois ans dans un hôpital. Hiroki fait ses études à Tokyo, et reçoit avec trois ans de retard une lettre envoyée par Sayuri expliquant sa situation. Il revient alors dans sa ville natale avec l'idée de finir la construction de l'avion et d'emmener Sayuri près de la tour pour qu'elle se réveille. Aidé par Takuya, ils réalisent le vol alors que la guerre entre les deux Japons débute.

## Personnages
Hiroki Fujisawa
Jeune garçon timide, il est visiblement, et de plus en plus, amoureux de Sayuri. Il lui promet de l'emmener à la tour dans l'avion qu'il construit avec Takuya.
Takuya Shirakawa
Ami d'Hiroki, c'est un garçon très intelligent et qui plait énormément aux filles, qu'il repousse toutes.
Sayuri Sawatari
Jeune fille qui joue du violon et fait des rêves répétitifs, en lien avec la tour. Elle finit par ne plus se réveiller, mais reste en contact avec Hiroki dans ses rêves.
Okabe
Patron d'une entreprise sous contrat avec l'armée, il aide les enfants à construire leur avion. Il dirige une organisation terroriste ayant pour but la réunification du Japon par tous les moyens, y compris la guerre.

## Récompenses
- Prix Mainichi du meilleur film d'animation en 2004.

## Fiche technique
- Titre original : Kumo no muko, yakusoku no basho (雲のむこう、約束の場所)
- Réalisation : Makoto Shinkai
- Scénario : Makoto Shinkai
- Musique : Tenmon
- Pays : Japon
- Langue : japonais
- Durée : 90 minutes

Dates de sortie : 
- 20 novembre 2004 au Japon
- 15 avril 2009 en France (directement en DVD)

### Musique
Générique de fin Kimi no koe (きみのこえ, "Ta voix")
- interprété par Ai Kawashima
- écrit par Makoto Shinkai
- composé et arrangé par Tenmon

### Doublage
| Personnages      | Voix japonaises   | Voix françaises   |
| ---------------- | ----------------- | ----------------- |
| Hiroki Fujisawa  | Hidetaka Yoshioka | Alexandre Crépet  |
| Takuya Shirakawa | Masato Hagiwara   | David Manet       |
| Sayuri Sawatari  | Yūka Nanri        | Mélanie Dermont   |
| Tomizawa         | Kazuhiko Inoue    | Olivier Cuvellier |
| Maki Kasahara    | Risa Mizuno       | Maia Baran        |
| Okabe            | Unshō Ishizuka    | Martin Spinhayer  |
| Arisaka          | Hidenobu Kiuchi   | Pablo Hertsens    |

## Manga
La Tour au-delà des nuages est aussi un manga prépublié par Afternoon depuis février 2006. L'histoire est de Makoto Shinkai tandis que le dessin est de Mizu Sahara.